# Four Year Strong
Four Year Strong är ett amerikanskt hardcorepunkband från Worcester i Massachusetts, bildat 2001.
Bandet har gjort två spelningar i Sverige som ersättare för The Fall Of Troy på Eastpak Antidote Tour 2009 tillsammans med Anti-Flag, Alexisonfire och The Ghost of a Thousand. Den 17 november 2009 spelade de på Brew House i Göteborg och dagen efter på Fryshuset i Stockholm. Den 10 februari 2012 spelade de på Brew House i Göteborg och dagen efter på Fryshuset i Stockholm med support från bland andra det svenska bandet You Ate My Dog.

## Bandmedlemmar
Nuvarande medlemmar
- Dan O'Connor - sång, gitarr
- Alan Day - sång, gitarr
- Joe Weiss - bas
- Jake Massucco - trummor